# Сасандра (река)
Сасандра (на френски: Sassandra) е река в Западна Африка, протичаща през западната част на Кот д'Ивоар и вливаща се в Атлантическия океан, с дължина 560 km (с лявата съставяща я река Тиембе – 650 km) и площ на водосборния басейн 75 087 km². Река Сасандра се образува на 492 m н.в. от сливането на реките Тиемба (лява съставяща) и Боа (дясна съставяща), двете водещи началото си от източните разклонения на Леоно-Либерийските възвишения. По цялото си протежение река Сасандра тече в южна посока, като течението ѝ е съпроводено от множество бързеи, прагове (Маге, Бидага, Зрибоде, Бреб) и водопади (Нахва). Влива се в северозападната част на Гвинейския залив на Атлантическия океан при град Сасандра. Основни притоци: леви – Тиемба, Тену, Даво; десни – Боа, Багбе, Баба, Бафинг, Нзо. Подхранването ѝ е предимно дъждовно. Покачването на водите започва през юли, а максимумът на оттока е през септември и октомври. Средният годишен отток в долното течение на реката е 425 m³/s. В средното ѝ течение е изграден големият язовир „Иребуйо“, водите на който се използват за напояване и добив на електроенергия.